# Comes a time (single van Neil Young)
Comes a time is een lied van Neil Young. Hij bracht het in 1978 uit op een single, met Lotta love op de B-kant. Hetzelfde jaar verscheen het op zijn gelijknamige elpee Comes a time. Met deze single had hij geen succes in Noord-Amerika. Wel had hij er een redelijk succes mee in de Nederlandse hitlijsten.
Zijn elpee betekende voor hem de terugkeer naar de country- en folkmuziek en kwam meer in de richting van Harvest (1972) dat tot zijn doorbraak had geleid. De terugkeer lijkt ook terug te komen in de eerste twee titels op deze elpee, met Goin' back als eerste en Comes a time direct erna.

## Covers
Het nummer werd verschillende malen gecoverd, met name door country- en folkbands. De Deense band How Do I plaatste het op de B-kant van zijn single Knowing me, knowing you (1990). Voorbeelden van artiesten die het coverden op muziekalbums zijn de Canadese countryband Prescott-Brown (Borrowed tunes - A tribute to Neil Young, 1994), Julie Adams & The Mountain Stage Band (Live, 1997), David West & The Dead Strings (The fiddle and the damage done - Pickin' on Neil Young, 1998), Ellis Paul & Vance Gilbert (Side of the road, 2003), Kate York (Cinnamon girl, 2008), The Acadias (The Acadias, 2011) en The Carper Family (Old-fashioned gal, 2013)

## Hitnoteringen
De single verscheen alleen in de hitlijsten van Nederland en niet die van België. Ook kwam het niet in de hoofd- noch genrelijsten van de VS en Canada terecht.
Nederlandse Top 40
| "Comes a time" in de Nederlandse Top 40 van 21-10-1978 t/m 02-12-1978 | "Comes a time" in de Nederlandse Top 40 van 21-10-1978 t/m 02-12-1978 | "Comes a time" in de Nederlandse Top 40 van 21-10-1978 t/m 02-12-1978 | "Comes a time" in de Nederlandse Top 40 van 21-10-1978 t/m 02-12-1978 | "Comes a time" in de Nederlandse Top 40 van 21-10-1978 t/m 02-12-1978 | "Comes a time" in de Nederlandse Top 40 van 21-10-1978 t/m 02-12-1978 | "Comes a time" in de Nederlandse Top 40 van 21-10-1978 t/m 02-12-1978 | "Comes a time" in de Nederlandse Top 40 van 21-10-1978 t/m 02-12-1978 | "Comes a time" in de Nederlandse Top 40 van 21-10-1978 t/m 02-12-1978 |
| Week                                                                  | 1                                                                     | 2                                                                     | 3                                                                     | 4                                                                     | 5                                                                     | 6                                                                     | 7                                                                     |                                                                       |
| --------------------------------------------------------------------- | --------------------------------------------------------------------- | --------------------------------------------------------------------- | --------------------------------------------------------------------- | --------------------------------------------------------------------- | --------------------------------------------------------------------- | --------------------------------------------------------------------- | --------------------------------------------------------------------- | --------------------------------------------------------------------- |
| Positie                                                               | 32                                                                    | 26                                                                    | 25                                                                    | 27                                                                    | 31                                                                    | 36                                                                    | 40                                                                    | uit                                                                   |

Nationale Hitparade
| "Comes a time" in de Nederlandse Nationale Hitparade van 21-10-1978 t/m 09-12-1978 | "Comes a time" in de Nederlandse Nationale Hitparade van 21-10-1978 t/m 09-12-1978 | "Comes a time" in de Nederlandse Nationale Hitparade van 21-10-1978 t/m 09-12-1978 | "Comes a time" in de Nederlandse Nationale Hitparade van 21-10-1978 t/m 09-12-1978 | "Comes a time" in de Nederlandse Nationale Hitparade van 21-10-1978 t/m 09-12-1978 | "Comes a time" in de Nederlandse Nationale Hitparade van 21-10-1978 t/m 09-12-1978 | "Comes a time" in de Nederlandse Nationale Hitparade van 21-10-1978 t/m 09-12-1978 | "Comes a time" in de Nederlandse Nationale Hitparade van 21-10-1978 t/m 09-12-1978 | "Comes a time" in de Nederlandse Nationale Hitparade van 21-10-1978 t/m 09-12-1978 | "Comes a time" in de Nederlandse Nationale Hitparade van 21-10-1978 t/m 09-12-1978 |
| Week                                                                               | 1                                                                                  | 2                                                                                  | 3                                                                                  | 4                                                                                  | 5                                                                                  | 6                                                                                  | 7                                                                                  | 8                                                                                  |                                                                                    |
| ---------------------------------------------------------------------------------- | ---------------------------------------------------------------------------------- | ---------------------------------------------------------------------------------- | ---------------------------------------------------------------------------------- | ---------------------------------------------------------------------------------- | ---------------------------------------------------------------------------------- | ---------------------------------------------------------------------------------- | ---------------------------------------------------------------------------------- | ---------------------------------------------------------------------------------- | ---------------------------------------------------------------------------------- |
| Positie                                                                            | 38                                                                                 | 30                                                                                 | 30                                                                                 | 38                                                                                 | 39                                                                                 | 34                                                                                 | 37                                                                                 | 50                                                                                 | uit                                                                                |